# SpaceX CRS-31
SpaceX CRS-31 (SpX-31) — 31-я миссия снабжения беспилотным грузовым кораблём Dragon 2 компании SpaceX к Международной космической станции в рамках второй фазы контракта Commercial Resupply Services (CRS) с NASA. Этот полёт станет пятым для C208, что является рекордом для грузовой версии корабля.

## Запуск
Запуск состоялся 5 ноября 2024 в 02:29 UTC с площадки LC-39A.

## Полёт
5 ноября в 14:52:11 UTC (17:52:11 мск), корабль в автоматическом режиме пристыковался к переднему стыковочному узлу американского модуля «Гармония» МКС. Планируется, что его экспедиция на станции продлится около месяца. 
8 ноября в 20:50 мск корабль впервые протестировал корректировку орбиты МКС с помощью своих кормовых двигателей ориентации Draco, запустив их на 12 минут 30 секунд. Корабль поднял высоту орбиты космической станции на 112 м в апогее и 1126 м в перигее. Результаты испытания будут использоваться компанией SpaceX, в т.ч. для разработки в интересах НАСА американского корабля (USDV) на базе корабля Cargo Dragon, для свода МКС с орбиты в 2031 году.
16 декабря 2024 года в 16:05 UTC корабль Dragon отстыковался от МКС и 17 декабря в 18:39:30 UTC успешно приводнился в Мексиканском заливе у побережья Флориды, доставив на Землю результаты научных экспериментов.

## Полезная нагрузка
Корабль доставил на МКС приборы и материалы для проведения научных экспериментов, такие как:
- CODEX — солнечный кронограф будет проводить наблюдения за солнечным ветром.
- мох Ceratodon purpureus, из класса листостебельных, предназначенный для выращивания в условиях микрогравитации и космической радиации.
- материалы европейского эксперимента Euro Material Ageing, направленного на изучения изменения свойств материалов в космосе.

Всего было доставлено 2762 кг различных грузов, включая:
961 кг запасов для экипажа
917 кг материалов для исследований и экспериментов
238 кг оборудования для станции
171 кг оборудования для выхода в открытый космос
20 кг компьютерного оборудования.